# Valipe
Valipe (Duits: Wallipäh) is een plaats in de Estlandse gemeente Hiiumaa, provincie Hiiumaa. De plaats heeft de status van dorp (Estisch: küla).
Tot in oktober 2017 behoorde Valipe tot de gemeente Pühalepa. In die maand werd de fusiegemeente Hiiumaa gevormd, waarin Pühalepa opging.

## Bevolking
De ontwikkeling van het aantal inwoners blijkt uit het volgende staatje:
| Jaar            | 2000 | 2011 | 2017 | 2019 | 2020 | 2021 |
| --------------- | ---- | ---- | ---- | ---- | ---- | ---- |
| Aantal inwoners | 15   | 3    | 9    | 10   | 10   | 10   |

## Geografie
De plaats ligt aan de zuidkust van het eiland Hiiumaa, aan de Baai van Soonlepa (Estisch: Soonlepa laht). De rvier Suuremõisa is de grensrivier met het buurdorp Salinõmme en komt nog steeds op de grens tussen de twee plaatsen in de Baai van Soonlepa uit. Een deel van het dorp ligt in het natuurpark Sarve maastikukaitseala (8,1 km²).
De Tugimaantee 80, de secundaire weg van Heltermaa via Kärdla naar Luidja, komt door Valipe.

## Geschiedenis
In 1254 begon de Lijflandse Orde bij het huidige Valipe te bouwen aan een burcht, het Wallepe Steinhaus. Het bouwwerk bleef onvoltooid. In 1529 werd voor het eerst een landgoed (der hoff tho) Wallipe genoemd. In 1576, toen Hiiumaa deel uitmaakte van het Zweedse Hertogdom Estland, bouwden de Zweden bij Valipe de schans Jürgensburg of Gürgensburg. In de 16e en 17e eeuw had het landgoed ook een  haven. Van de burcht, de schans en de haven is weinig overgebleven.
Van een dorp op het landgoed is pas sprake in 1633. Het heette toen Walipeh. In 1798 was het landgoed onder de naam Wallipa een Hoflage geworden, een landgoed dat ondergeschikt was aan een ander landgoed, in dit geval Großenhof (Suuremõisa).